# 釈本煥
釈 本煥（しゃく ほんかん、1907年9月21日 - 2012年4月2日）は、中華民国・中華人民共和国の臨済宗の禅僧。号は本煥、法名が心虔。俗名は張志山。湖北省黄州府黄岡県新洲出身。

## 略歴

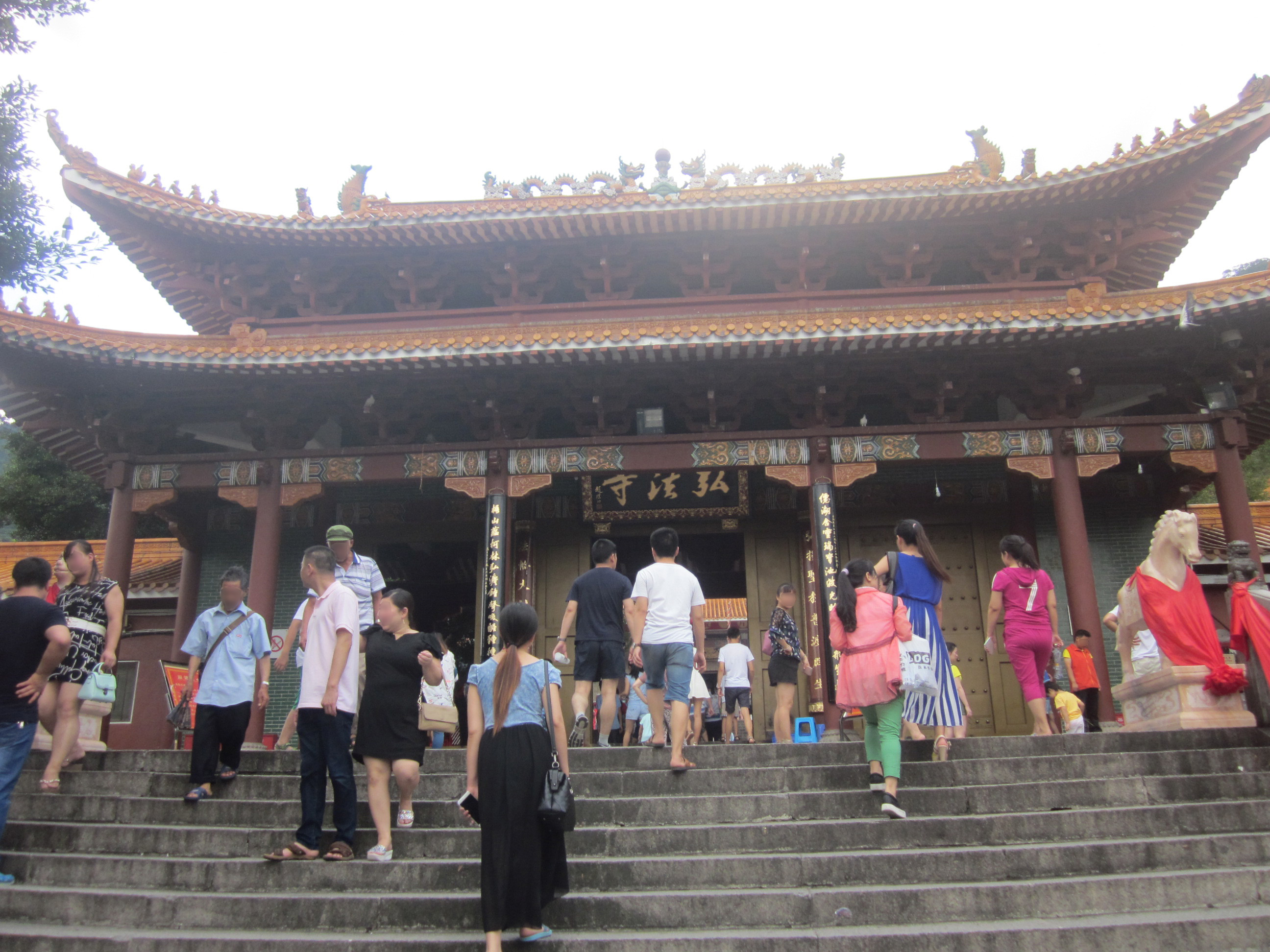
弘法寺。

1907年9月21日、湖北省黄州府黄岡県新洲（現在の湖北省武漢市新洲区）に生まれる。
7歳の時に私塾に送られ、6年間学習した。それからは食料品店に勤務した。
1930年、地元の報恩寺にて出家得度。この後に、武漢市武昌の宝通寺で具足戒を受け、江都県邗江の高旻寺の高僧の来果長老の弟子となった。
1939年、五台山碧山寺の第三代住職に選出された。
1947年、北京弥勒院、天津居士林、定海県普陀山の普済寺などの名山古寺などで禅宗の教学を学んだ。
1949年、虚雲から臨済宗衣法を授けられ、臨済宗第四十四代の法嗣となった。併せて南華寺住職に就任した。
1958年、中国共産党が「反右派闘争」運動を始めると、不当な捜査を受けた。これによって投獄され、22年間刑務所に拘留された。その間、著名な文化学者の趙樸初は繰り返し本煥の釈放嘆願運動を実行した。
1978年、毛沢東が死去すると鄧小平が実権を掌握し、名誉回復を果たした。
1980年、丹霞山別伝寺住職に就任。
1987年、広州光孝寺住職に就任。
1998年8月、日本を訪問した。
2012年4月2日、深圳市弘法寺にて示寂。享年104歳。

## 弟子
- 釈印順